# نیر: اتوماتا
نیِر: اتوماتا با تلفظ ژاپنی نیئا: اتوماتا (ژاپنی: ニーア オートマタ Nīa Ōtomata; انگلیسی: NieR: Automata)، یک بازی ویدئویی در سبک نقش‌آفرینی اکشن است که توسط شرکت پلاتینیوم گیمز توسعه یافته و در سال ۲۰۱۷ به‌وسیلهٔ اسکوئر انیکس برای پلی‌استیشن ۴ و مایکروسافت ویندوز منتشر شده‌است. نسخه‌ای سازگار شده از این بازی یک سال بعد در ژوئن ۲۰۱۸ برای کنسول ایکس‌باکس وان در دسترس قرار گرفت. نسخهٔ سازگار شده کنسول نینتندو سوئیچ نیز در اکتبر ۲۰۲۲ عرضه شد. نیئا: اتوماتا دنباله‌ای بر بازی ویدئویی نیئا (۲۰۱۰) به‌شمار می‌رود، که یکی از مشتقات مجموعه بازی دریکن‌گارد است و داستان آن در جهانی یکسان با بازی نیئا روایت می‌شود.
داستان بازی در میان جنگی نیابتی بین ماشین‌های ساخته‌شده توسط مهاجمانی از دنیای دیگر و بقایای بشریت روایت می‌شود و دربارهٔ نبرد یک اندروید جنگجو به نام 2B، همراه با همکارش و یک نمونه اولیه تبعیدی علیه ماشین‌های مهاجم است. روند بازی ترکیبی از عناصر نقش‌آفرینی با مبارزاتی مبتنی بر سبک اکشن و سبک ترکیبی روند بازی مشابه با بازی نیئا است. این عنوان مجموعاً ۲۶ پایان متفاوت دارد که به عقیدهٔ کارگردان تارو یوکو، فقط یکی از آن‌ها پایان خوش بازی است.
توسعه این بازی، در سال ۲۰۱۴ و با همکاری پلاتینیوم گیمز و کارگردانی تارو یوکو و پس از انجام مذاکراتی بر سر ساخته شدن این نسخه و سپرده شدن آن به‌دست پلاتینیوم گیمز آغاز شد. نویسنده اصلی سناریوی بازی، تارو یوکو، کارگردان این عنوان و بازی نیئا بود که آن را با همکاری افراد دیگری نوشت. طراحی هنری و تصویرسازی بازی به دست گروهی از تصویرسازان و طراحان داده شد و هر یک بخشی از فرایند طراحی هنری را بر عهده گرفتند.
نیئا: اتوماتا با استقبال خوب منتقدان مواجه شد. منتقدان بر آن بودند که این بازی در زمینه موسیقی متن، سیستم مبارزه و طراحی شخصیت بسیار خوب عمل کرده و ترکیبی از سبک‌های مختلف است، و به‌خوبی توانسته از عناصر معمول بازی‌های ویدئویی برای تعریف کردن داستان خود استفاده کند. انتقاداتی هم به بازی وارد شد که بیشتر متوجه زاویه دید بازی و مشکلات فنی بود. آلبوم موسیقی‌های این عنوان در ۲۸ مارس ۲۰۱۷ عرضه شد. یک محتوای قابل دانلود برای این بازی عرضه شده‌است. تا نوامبر ۲۰۲۲، بیش از هفت میلیون نسخه از بازی در سراسر جهان عرضه شده بود. نسخه کامل‌تر این بازی با نام نیئا: اتوماتا بازی یورها برای عرضه در ۲۶ فوریه ۲۰۱۹ برنامه‌ریزی شد که علاوه بر خود بازی شامل پوسته‌های اضافی و محتوای قابل دانلود آن بود. در ۹ اکتبر ۲۰۱۸، اولین رمان بازی به نام نیئا: اتوماتا: به‌طور خلاصه عرضه شد که نویسنده اصل داستان آن، خود تارو یوکو است. رمان دیگری به نام نیئا: اتوماتا: به تفصیل هم نوشته شد.

## روند بازی
نیئا: اتوماتا یک بازی نقش‌آفرینی اکشن است که بازیکن نقش یک اندروید از نیروهای یورها را در یک محیط جهان باز بر عهده می‌گیرد. علاوه بر حالت عادی قدم زدن، با استفاده از یک وسیله خاص می‌توان حیوانی وحشی را احضار و با آن در بازی سواری کرد، و در برخی قسمت‌های بازی، از جمله ابتدای اولین مرحله، یک مکا در اختیار بازیکن قرار می‌گیرد تا با پرواز با آن با دشمنان بجنگد. مانند نسخه‌های قبلی، در برخی صحنه‌ها زاویه دید از حالت سوم‌شخص به دید از بالا یا دید از کنار (پهلو) تغییر می‌کند. برخی قسمت‌های بازی شامل عناصر سکوبازی است که در آن‌ها، بازیکن برای ادامه دادن باید از روی موانع بپرد. همچنین می‌توان در بازی مأموریت‌های جانبی را برای دیگر شخصیت‌ها به پایان رساند. فروشگاه‌هایی در نقاط خاصی از بازی وجود دارند که می‌توان مواردی را از آن‌ها خریداری کرد، از جمله موادی که میزان جان شخصیت اصلی را بالا می‌برد.

مبارزات بر پایه اکشن هستند، و بازیکن در تعداد زیاد و متنوعی از محیط‌ها با دشمنان مبارزه می‌کند. در طول مبارزات، بازیکن می‌تواند از حملات سبک — که ضعیف اما سریع هستند — و حملات سنگین — که قدرتمند اما کند هستند — استفاده کند. بازیکن می‌تواند از حملات دشمنان جاخالی دهد و با زمان‌بندی مناسب و فشار دادن دکمه‌های خاص و ساخت یک ضدحمله، ضربه سنگینی به دشمنان وارد کند. شخصیت اصلی همچنین یک دستیار رباتیک پرنده همراه خود دارد که به راه‌های مختلفی مانند شلیک به دشمنان، ساخت سپر دفاعی برای شخصیت اصلی، انجام حملات سنگین بر روی دشمنان و…، به وی کمک می‌کند. بازیکن می‌تواند به چهار نوع سلاح مختلف برای نبرد دسترسی داشته باشد: شمشیر کوتاه، شمشیر بلند، نیزه و محافظ بازو.

تصویری از محیط بازی نیئا: اتوماتا، شخصیت اصلی بازی، 2B را در حال مبارزه نشان می‌دهد

با پیشرفت بازیکن در بازی و کسب تجربه، وی به سطوح بالاتری می‌رسد، که باعث افزایش سلامتی، قدرت حمله و دفاع شخصیت اصلی می‌شود. پیشرفت شخصیت با مدارهای مجتمع صورت می‌گیرد، قطعاتی که روی شخصیت اصلی نصب می‌شوند و ویژگی‌های وی را تنظیم می‌کنند. این مدارها مزایایی همانند تغییر دادن سامانه هاد، بالا بردن قدرت حمله و… را به شخصیت اصلی اضافه می‌کنند، اما تعداد مدارهای قابل نصب روی شخصیت محدود است و بازیکن باید فقط ویژگی‌های خاصی را برای شخصیت اصلی انتخاب کند. مدارها می‌توانند از فروشگاه‌ها خریداری شوند، یا از دشمنان شکست‌خورده به‌غنیمت گرفته شوند. اگر بازیکن در حین بازی بمیرد، دوباره در آخرین نقطه ذخیره ظاهر می‌شود، اما بدون داشتن مدارهای سابق. پس از بازیابی، بازیکنان می‌توانند با بازگشت به مکانی که قبلاً مرده‌اند، بدن قبلی‌شان را پیدا کنند و مدارهای سابق خود را از روی آن بردارند، یا به تعمیر آن بپردازند. اگر بازیکن قبل از رسیدن به بدن سابقش، دوباره بمیرد، تمامی مدارهای بدن سابق دیگر قابل دسترسی نخواهند بود. اگر بازیکن اقدام به تعمیر کند، دو حالت ممکن است اتفاق بیفتد: اگر بازیکن در تعمیر موفق باشد، بدن سابق به عنوان یک همکار و متحد موقت با بازیکن همکاری خواهد کرد، و اگر در تعمیر شکست بخورد، بدن قبلی به شکل یک دشمن زنده خواهد شد و در صورت شکست دادن بدن سابق، امتیاز اضافه‌ای به بازیکن تعلق خواهد گرفت. در حالت برخط، بدن دیگر بازیکنان درون شبکه هم می‌تواند توسط بازیکن در محلی که مرده‌اند بازیابی یا تعمیر شود.
بازی مجموعاً دارای ۲۶ پایان متفاوت از A تا Z است، اما از پایان F تا پایان Z در واقع به‌معنای باختن در بازی هستند، نه تمام شدن بازی.

### اسلحه‌ها
بازی دارای چهار نوع کلی اسلحه و انواعی برای هر نوع است:
| نوع        | نام             | قابلیت ویژه اول      | قابلیت ویژه دوم                                                   |
| ---------- | --------------- | -------------------- | ----------------------------------------------------------------- |
| شمشیر کوچک | ایمان           | سرعت حمله بالاتر     | جذب گلوله (بازگرداندن سلامتی با ضربه به پرتابههای دشمنان)         |
| شمشیر کوچک | لوله آهنین      | حمله بحرانی          | احتمال بالای گیج شدن دشمن                                         |
| شمشیر کوچک | دیوکُش           | استقامت بالا         | غرش دیو (اضافه کردن اثر دیو به حملات نزدیک‌برد)                    |
| شمشیر کوچک | خنجر ققنوس      | سرعت حمله بالاتر     | تشعشع ققنوس (بازیابی سلامتی با ضربه به دشمنان)                    |
| شمشیر کوچک | ارباب باستانی   | حمله بحرانی          | قطع گلوله (اضافه کردن موج ضربه‌ای هنگام ضربه به پرتابه‌های دشمنان)  |
| شمشیر کوچک | شمشیر نوع ۴۰    | گیج کردن بهتر        | شارژ انرژی (افزایش قدرت حملات)                                    |
| شمشیر کوچک | شمشیر نوع ۳     | استقامت بالا         | انفجار نهایی (آخرین ضربه حملات نزدیک‌برد را تبدیل به انفجار می‌کند) |
| شمشیر کوچک | پیمان مقدس      | سرعت حمله بالاتر     | موهبت مقدس (افزایش قدرت حملات)                                    |
| شمشیر کوچک | سوگند بی‌رحم     | سرعت حمله بالاتر     | ضربه تاریک (افزایش قدرت حملات)                                    |
| شمشیر کوچک | تیغ مشکل یورها  | تخفیف خرید           | شارژ دستیار (کاهش زمان موردنیاز برای به‌کارگیری دوباره مهارت سنج)  |
| شمشیر کوچک | شمشیر ماشینی    | تخفیف خرید از ربات‌ها | مارک ماشین (افزایش قدرت حملات)                                    |
| شمشیر کوچک | تیغ موتور       | گیج کردن بهتر        | اجتناب از تغییر (تغییر قدرت حملات و قابلیت مانع از فرار بازیکن)   |
| شمشیر کوچک | چوب سرو         | حمله بحرانی          | خاتم قهرمان (تغییر میزان خسارت)                                   |
| شمشیر بزرگ | اراده آهنین     | استقامت بالا         | ستون فقرات فولادی (کاهش احتمال گیجی بازیکن بر اثر ضربه)           |
| شمشیر بزرگ | دندان دوقلوها   | حمله بحرانی          | قطع گلوله (اضافه کردن موج ضربه‌ای هنگام ضربه به پرتابه‌های دشمنان)  |
| شمشیر بزرگ | خداوندگار دیو   | استقامت بالا         | غرش دیو (اضافه کردن اثر دیو به حملات نزدیک‌برد)                    |
| شمشیر بزرگ | شمشیر ققنوس     | سرعت حمله بالاتر     | تشعشع ققنوس (بازیابی سلامتی با ضربه به دشمنان)                    |
| شمشیر بزرگ | تیغ نوع ۴۰      | گیج کردن بهتر        | شارژ انرژی (افزایش قدرت حملات)                                    |
| شمشیر بزرگ | تیغ نوع ۳       | استقامت بالا         | انفجار نهایی (آخرین ضربه حملات نزدیک‌برد را تبدیل به انفجار می‌کند) |
| شمشیر بزرگ | معاهده مقدس     | سرعت حمله بالاتر     | موهبت مقدس (افزایش قدرت حملات)                                    |
| شمشیر بزرگ | سوگند خون بی‌رحم | سرعت حمله بالاتر     | ضربه تاریک (افزایش قدرت حملات)                                    |
| شمشیر بزرگ | تبر ماشینی      | تخفیف خرید از ربات‌ها | مارک ماشین (افزایش قدرت حملات)                                    |
| نیزه       | نیزه ققنوس      | سرعت حمله بالاتر     | تشعشع ققنوس (بازیابی سلامتی با ضربه به دشمنان)                    |
| نیزه       | نفرین دیو       | استقامت بالا         | غرش دیو (اضافه کردن اثر دیو به حملات نزدیک‌برد)                    |
| نیزه       | نیزه سواره نظام | استقامت بالا         | بال‌های اژدها (افزایش قدرت حملات میان‌هوا)                          |
| نیزه       | نیزه غاصب       | حمله بحرانی          | سرگردان (تسلیم کردن دشمنان هنگام حمله به آن‌ها)                    |
| نیزه       | نیزه نوع ۴۰     | گیج کردن بهتر        | شارژ انرژی (افزایش قدرت حملات)                                    |
| نیزه       | نیزه نوع ۳      | استقامت بالا         | انفجار نهایی (آخرین ضربه حملات نزدیک‌برد را تبدیل به انفجار می‌کند) |
| نیزه       | وقار مقدس       | سرعت حمله بالاتر     | موهبت مقدس (افزایش قدرت حملات)                                    |
| نیزه       | غرور بی‌رحم      | سرعت حمله بالاتر     | ضربه تاریک (افزایش قدرت حملات)                                    |
| نیزه       | نیزه ماشینی     | تخفیف خرید از ربات‌ها | مارک ماشین (افزایش قدرت حملات)                                    |
| محافظ بازو | مشت‌های برهنه    | ندارد                | ندارد                                                             |
| محافظ بازو | گریه شیطان      | سرعت حمله بالاتر     | نفرت شیطان (اضافه کردن موج شوک‌آور)                                |
| محافظ بازو | مشت‌های نوع ۴۰   | گیج کردن بهتر        | شارژ انرژی (افزایش قدرت حملات)                                    |
| محافظ بازو | مشت‌های نوع ۳    | استقامت بالا         | انفجار نهایی (آخرین ضربه حملات نزدیک‌برد را تبدیل به انفجار می‌کند) |
| محافظ بازو | غم مقدس         | سرعت حمله بالاتر     | موهبت مقدس (افزایش قدرت حملات)                                    |
| محافظ بازو | ضجه بی‌رحم       | سرعت حمله بالاتر     | ضربه تاریک (افزایش قدرت حملات)                                    |
| محافظ بازو | سرهای ماشینی    | تخفیف خرید از ربات‌ها | مارک ماشین (افزایش قدرت حملات)                                    |
| محافظ بازو | حماقت فرشته     | سرعت حمله بالاتر     | رحمت فرشته (بازگردانی سلامتی با کشتن دشمنان)                      |
| محافظ بازو | سرهای امیل      | گیج کردن بهتر        | دیوانگی (با پیچ‌وتاب دادن این اسلحه‌ها، صدای امیل شنیده می‌شود)      |

بازی همچنین از ویژگی «داستان اسلحه‌ها» بهره‌مند است که پیش از این در بازی نیئا و سری دریکن‌گارد دیده شده بود. هر کدام از سلاح‌هایی که در جهان بازی یافت می‌شوند، داستان به خصوصی دارند که به آن‌ها پیوست شده‌است. در طول حمله، بازیکن می‌تواند بین دو نوع اسلحه انتخاب کند و یک حمله ترکیبی بسازد.

## داستان

### محیط و شخصیت‌ها

شخصیت‌های نیئا: اتوماتا از راست به چپ: 2B و 9S و A2

نیئا: اتوماتا یک دنیای پسارستاخیزی همانند بازی نیئا را به تصویر می‌کشد که این دنیا پس از پایان چهارم بازی به‌طور کامل نشان داده می‌شود. با وجود این‌که این بازی همان فضای تاریک مرسوم مجموعه دریکن‌گارد را داراست، اما ارتباط داستانی مستقیمی بین این نسخه و بقیه سری وجود ندارد، و انجام ندادن دیگر نسخه‌ها ضربه‌ای به تجربه بازیکن وارد نمی‌کند. بازی در سال ۱۱۹۴۵ پس از میلاد جریان دارد. داستان بازی در مورد جنگی میان بقایای انسان‌ها و ماشین‌هایی است که از دنیای دیگری آمده‌اند. تهاجم اولیه ماشین‌ها باعث عقب‌نشینی انسان‌ها به کره ماه می‌شود. انسان‌ها تعدادی اندروید جنگجو را در قالب نیروهای یورها به زمین می‌فرستند تا یک جنگ نیابتی را با ماشین‌ها آغاز کنند. داشتن احساسات برای این اندرویدها مجاز نیست و دارای نام واقعی نیستند، اما هریک دارای مشخصات و ویژگی‌های خاصی هستند که آن‌ها را از بقیه مشخص می‌سازد. نیروهای یورها از طریق یک پایگاه اطلاعاتی مستقر در مدار زمین به نام پناهگاه فرماندهی می‌شوند و با راه انداختن جنبش مقاومت خودگردان، به دنبال عقب‌راندن ماشین‌ها هستند.
| نام                              | توضیح | صداگذار                                    |
| -------------------------------- | --- | ------------------------------------------ |
| یورها مدل B (جنگجو) شماره ۲ (2B) | قهرمان اصلی بازی، یکی از نیروهای یورها. او یک اندروید جنگجوی همه منظوره است. او از یک شمشیر برای نبرد نزدیک و از دستیار ۰۴۲ برای نبردهای دوربرد استفاده می‌کند. او معمولاً نقابش را به دلایل جنگی می‌گذارد، به همین دلیل چشم‌هایش کمتر دیده می‌شوند. به عنوان یکی از نیروهای یورها، او مانند دیگر اعضا از داشتن نام و احساسات منع شده، ولی شخصیتی آرام و خونسرد دارد. اپراتور 6O بر او نظارت می‌کند. | یوی ایشیکاوا                               |
| یورها مدل S (اسکنر) شماره ۹ (9S) | یک اسکنر که دارای تعدادی قابلیت نبرد است، اما اصولاً برای وظایف تحقیقاتی و جمع‌آوری اطلاعات از طریق هک تخصص یافته‌است. 9S از احساسات بیشتری نسبت به دیگر اعضای یورها برخوردار است و شخصیتی دوستانه دارد. دستیار ۱۵۳ و اپراتور 21O از او پشتیبانی می‌کنند. | ناتسوکی هانا                               |
| یورها مدل A (مهاجم) شماره ۲ (A2) | یکی از نمونه‌های آزمایشی یورها که در نبردهای کوتاه‌برد تخصص دارد. این مدل در واقع برای آزمایش ویژگی‌هایی ساخته شد که بعداً در 2B و 9S استفاده شدند. او شخصیتی کم‌حرف دارد و معمولاً تنها عمل می‌کند. | آیاکا سووا                                 |
| فرمانده                          | مدیر پناهگاه و رئیس تمام نیروهای یورها. او آرام و استوار به نظر می‌رسد، اما در واقع به 2B و 9S اهمیت می‌دهد. همچنین به نظر می‌آید او به نوعی با نمونه آزمایشی یورها، یعنی A2 در ارتباط است. | چیاکی کانو                                 |
| آدم                              | مرد جوان مرموز و بسیار باهوشی که عینک هم می‌زند. او شخصیتی آرام دارد، اما برای رسیدن به اهدافش دست به اقدامات بی‌رحمانه هم می‌زند. | دایسوکه نامیکاوا                           |
| حوا                              | برادر دوقلوی آدم. او از برادرش ساده‌تر است و زیاد فکر نمی‌کند. حوا عاشق برادرش است. | تاتسوهیسا سوزوکی                           |
| پاسکال                           | رباتی صلح‌طلب که از نبرد بیزار است و همراه با دیگر ماشین‌های هم‌فکرش، راه صلح را می‌پیماید. او یک ماشین بسیار باهوش است که به تاریخچه انسانیت و زندگی ماشین‌ها علاقه دارد. | آوی یوکی                                   |
| دوولا و پوپولا                   | اندرویدهایی قدیمی و مستقر در اردوگاه مقاومت. این دو اندروید به مقاومت کمک می‌کنند و در جامعه اندرویدها غیرمعمول هستند، زیرا می‌توانند الکل مصرف کنند. | ریوکو شیرایشی                              |
| اپراتور 6O و 21O                 | اپراتورهای ارتباطات که در پناهگاه مستقر هستند. آن‌ها در برابر دستور دادن به نیروهای پیاده‌نظام یورها و بررسی اطلاعات مسئول هستند. شخصیت هر کدام از اپراتورها با دیگری متفاوت است. اپراتور 6O، مسئول 2B، نسبتاً شاد است، ولی اپراتور 21O، مسئول 9S، آرام و خونسرد است. | کیکو ایسوبه (6O) ماری هاتسومی (21O)        |
| آنِمون                            | یکی از رهبران مقاومت که پیش از یورها روی زمین فرود آمد. او شخصیتی ثابت قدم دارد و نسبت به دوستانش حساس است. | چیاکی کانو                                 |
| دستیارهای رباتیک پرنده           | دستیارها، نیروهای پشتیبان برای دسته‌های پیاده‌نظام یورها هستند. این نیروها با اسلحه‌های متفاوتی مسلح شده‌اند و علاوه بر آن، نقش پیام‌رسانی و رد و بدل کردن اطلاعات با ماشین‌های دیگر را دارند. دستیار ۰۴۲ از 2B و دستیار ۱۵۳ از 9S پشتیبانی می‌کند. | هیروکی یاسوموتو (۰۴۲) کااورو آکی‌یاما (۱۵۳) |
| امیل                             | مشابه امیل که در نیئا حضور داشت. بیشتر حافظه او در گذر زمان پاک شده‌است. | مای کادوواکی                               |

شخصیت‌های دیگری از هر دو بازی نیئا و دریکن‌گارد ۳ هم در بازی حضور دارند.
| نام            | روی زمین؟        | توضیحات | غول آخر                           |
| -------------- | ---------------- | --- | --------------------------------- |
| کارخانه متروک  | بله              | اولین مکان بازی که 2B ابتدا با دشمنانی پرنده و سپس با یک اره زنجیری غول‌پیکر که اولین غول بازی است مواجه می‌شود. در این مکان، تعدادی ربات معمولی به عنوان دشمن حضور دارند، و هدف نهایی یورها از فرستادن 2B به این کارخانه، نابود کردن جالوت است. 2B و 9S در نهایت با جالوت رو به رو شده و او و همنوعانش را نابود می‌کنند. در مراحل جلوتر بازی، 2B دوباره برای نبرد با آدم و حوا به این مکان بر می‌گردد. در مراحل پایانی بازی، 2B باید یک بار دیگر به این مکان برگردد. | جالوت، کره ماشینی                 |
| پناهگاه        | خیر              | مرکز فرماندهی نیروهای یورها که در مدار زمین قرار دارد. فرمانده از این محل برای دستیاران نیروهای یورها دستور می‌فرستد و مهمات و مواد مورد نیاز نیروها را به زمین ارسال می‌کند. در این مکان 2B برای اولین بار توسط 9S تعمیر می‌شود. | ندارد                             |
| اردوگاه مقاومت | بله              | محل زندگی اندرویدهایی که پیش از نیروهای یورها به زمین آمده بودند. آن‌ها به 2B و 9S کمک می‌کنند، چون هدفشان مشترک و «برای انسانیت» است. در این محل، بازیکنان می‌توانند مواردی را بخرند، مأموریت‌های جانبی را قبول کرده و دستیارهایشان را تقویت کنند. در انتهای بازی، به این مکان حمله می‌شود و 2B و 9S برای دفاع از آن اقدام می‌کنند. | کره ماشینی برقی                   |
| خرابه‌های شهر   | بله              | شهری متروک و تخریب شده بر روی زمین، که اردوگاه مقاومت در آن قرار دارد. این مکان همچنین به‌عنوان نوعی گذرگاه به دیگر مکان‌های روی زمین عمل می‌کند. | ندارد                             |
| منطقه کویر     | بله              | اولین منطقه جدید که بازیکن پس از ورود به اردوگاه مقاومت با آن مواجه می‌شود. در ابتدای این مکان، فروشگاهی وجود دارد ولی درون خود منطقه کویر، هیچ محلی برای خرید مهمات یا اسلحه‌ها نیست. تعداد زیادی ربات در این منطقه حضور دارند. | آدم (نبرد اول)                    |
| شهربازی        | بله              | ورود به این منطقه از طریق کانال فاضلاب اردوگاه مقاومت انجام می‌شود. ربات‌هایی در این مکان حضور دارند که بی‌آزارند و فقط در صورت حمله، از خود دفاع می‌کنند. همچنین آتش‌بازی‌هایی در این مکان جریان دارند. | ربات خواننده اپرا                 |
| روستای ماشین‌ها | بله              | روستای ماشین‌ها، مکانی است که جمعیت آن را ماشین‌های صلح‌طلب و دوست به رهبری پاسکال تشکیل می‌دهند. پاسکال در این مکان با 2B صحبت کرده و وسیله‌ای را برای تحویل به اردوگاه مقاومت به او می‌دهد. | ندارد                             |
| منطقه جنگل     | بله              | جنگلی که از مکان‌های متصل به خرابه‌های شهر است و پس از یک فروشگاه بزرگ قرار دارد. در این مکان انواع ربات‌های کوچک و بزرگ به‌عنوان دشمن حضور دارند. در جنگل یک کتابخانه و اتاق پادشاه واقع در آن وجود دارد. | A2                                |
| شهر غرق‌شده     | بله              | این مکان متصل به لوله‌های فاضلاب واقع در مرکز خرابه‌های شهر است. بسیاری از ساختمان‌های این مکان به زیر آب اقیانوس فرورفته اند، و قابلیت ماهیگیری در آن وجود دارد. | پرنده جولیات، سلاح ماشینی باستانی |
| شهر کپی‌شده     | بله              | شهر کپی‌شده، شهر سفیدرنگی است که اجساد اندرویدها در اطراف آن پخش شده و آدم در آن برای نبرد با 2B منتظر است. او در پایان این مرحله، به‌دست 2B کشته می‌شود. | آدم (نبرد نهایی)                  |
| صحنه نبرد      | در محتوای الحاقی | مکانی که با محتوای قابل دانلود 3C3C1D119440927 به بازی اضافه می‌شود و شامل چهار صحنه در نقاط مختلف نقشه بازی است. | ندارد                             |

### چکیده داستان
در آغاز نیئا: اتوماتا، حقایقی در خصوص پروژه گشتالت که در نیئا آغاز شده بود، آشکار شده و مشخص می‌شود که این پروژه ظاهراً یک موفقیت برای نسل انسان بوده‌است. بازی با مشاهده 2B به عنوان شخصیت اصلی آغاز می‌شود، که به مأموریتی در کارخانه متروک فرستاده شده، و تعدادی اندروید دیگر از نوع B هم همراه او هستند، ولی با رخ دادن یک حمله هوایی، تمام افراد گروه به جز 2B کشته می‌شوند. 2B بعدتر 9S را در همان مکان ملاقات می‌کند. بعد از مشاهده پناهگاه، 2B و 9S دوباره به زمین فرستاده می‌شوند تا مأموریت‌های یورها را انجام دهند. با دنبال کردن مأموریت، 2B و 9S به مکانی زیرزمینی می‌رسند که پر از اجساد بیگانگان است و در این مکان برای اولین بار، آدم و حوا را ملاقات می‌کنند. 2B و 9S با ادامه دادن مأموریتشان به پادشاهی جنگل واقع در منطقه جنگل می‌رسند و برای اولین بار، A2 را ملاقات و با او مبارزه می‌کنند، هرچند او در نهایت فرار می‌کند.
2B سپس به‌دنبال حوا می‌رود و در همین حین با پیشنهاد صلحی از جانب خدای ماشین‌ها مواجه می‌شود. 2B و پاسکال برای ملاقات خدای ماشین‌ها به کارخانه متروک می‌روند، اما متوجه می‌شوند که تمام جریان نوعی تله بوده که به دلیل اختلال در شبکه ماشین‌ها رخ داده‌است. ماشین‌ها شروع به خودکشی و قتل می‌کنند و باور دارند که با مرگ «به خدایان بدل می‌شوند». 9S که در پناهگاه است، به درون یک ماشین رخنه کرده و تمام شبکه کارخانه را هک می‌کند تا راه فراری برای 2B و پاسکال فراهم کند. در اینجا 9S به اسنادی از پروژه گشتالت پی می‌برد که نشان می‌دهند این پروژه شکستی تمام‌عیار بوده و باعث شده تا تمام انسان‌ها بمیرند و نسل انسان منقرض شود. تمام پیام‌هایی که از ماه به پناهگاه و زمین می‌رسیده‌اند، فقط برای ایجاد تصور زنده بودن انسان‌ها بوده و نه واقعیت. پروژه یورها در واقع دروغی بوده تا اندرویدها را سرگرم کند و امیدی برایشان باقی بگذارد، چرا که با گفتن این دروغ، نیروهای یورها حس می‌کردند که هنوز هدفی هست تا به خاطرش مبارزه کنند، چون به‌گونه‌ای برنامه‌ریزی شده بودند تا به‌خاطر انسان‌ها و انسانیت بجنگند. تنها افراد معدود و قابل‌اعتمادی از جمله فرمانده به این اطلاعات دسترسی داشتند.
با فرار 2B از کارخانه متروک، مشخص می‌شود که دلیل اختلال شبکه اقدامات حوا بوده‌است و باعث شده تا چشمان تمام ماشین‌ها به رنگ قرمز درآید. در همین زمان، 9S هم برای کمک به 2B به زمین بازمی‌گردد. در طی نبرد 2B و 9S با حوا، 9S مجبور می‌شود تا به سیستم حوا نفوذ و از بازیابی سلامتی او جلوگیری کند. این عملیات با موفقیت انجام شده و حوا کشته می‌شود، اما سیستم خود 9S در طی آن آسیب می‌بیند. به عنوان آرزوی آخر، 9S از 2B می‌خواهد که شخصاً به زندگی او پایان دهد. 9S بیهوش می‌شود و 2B همان‌طور که با بغض اشک می‌ریزد، با دستانش 9S را خفه می‌کند. 2B در این لحظه می‌گوید: «همیشه همین‌طور تمام می‌شه». با وجود این، 9S خیلی زود دوباره در بدن ربات دیگری زنده شده و مشخص می‌شود که او قبلاً اطلاعاتش را بارگذاری کرده بود. با رخ دادن این اتفاق، 2B خطاب به 9S می‌گوید که به‌خاطر زنده بودن 9S بسیار خوشحال است. با برگشتن آن دو به پناهگاه، 9S با خودش بر سر گفتن حقیقت پروژه گشتالت به 2B کلنجار می‌رود، اما در همین حین فرمانده به او نزدیک شده و گزارش دیگری در مورد پروژه می‌دهد و به پرسش 9S در مورد دلیل فاش کردن این اطلاعات پاسخی نمی‌دهد. کمی بعد از آن، نیروهای یورها پیامی با موضوع حمله ماشین‌ها به اردوگاه مقاومت دریافت می‌کنند و فرمانده طی یک سخنرانی، اهمیت این عملیات را توضیح می‌دهد.
2B و 9S همراه با دیگر اندرویدهای یورها به زمین بازمی‌گردند و به‌عنوان نیروی کمکی در کنار دیگر اندرویدهای یورها می‌جنگند، اما در نهایت نیروهای یورها توسط یک حمله بیهوش می‌شوند و 9S که وظیفه پشتیبانی هوایی را بر عهده داشته برای پشتیبانی از نیروها روی زمین می‌پرد، ولی ماشین‌ها بیشتر و بیشتر می‌شوند و 9S در نهایت 2B را هک و کنترل بدن و ذهنش را به او بازمی‌گرداند، اما دیگر نیروهای یورها به نوعی ویروس دچار شده و علیه 2B و 9S می‌جنگند.
2B و 9S که خود را محاصره شده می‌بینند، اطلاعات خود را به پناهگاه فرستاده و با استفاده از جعبه‌های سیاه، بدن خود و دیگر اندرویدها را نابود می‌کنند. آن دو در پناهگاه بیدار شده و موضوع را به فرمانده گزارش می‌دهند، اما فرمانده حرفشان را باور نکرده و دستور بازداشت می‌دهد. با این وجود، اندرویدهای اطراف به فرمانده حمله‌ور می‌شوند و مشخص می‌شود که همگی به ویروس مبتلا شده‌اند. 2B و 9S از فرمانده دفاع کرده و او را نجات می‌دهند. با رفتن این سه نفر به آشیانه واحدهای پرنده، فرمانده توضیح می‌دهد که نمی‌تواند همراهشان شود، و نقابش را برمی‌دارد. چشم‌های او در این صحنه قرمز دیده شده و مشخص می‌شود که او هم به ویروس مبتلا شده‌است. 2B و 9S فرار می‌کنند و پناهگاه را می‌بینند که پشت سرشان منفجر می‌شود.
2B و 9S در نزدیکی زمین به نبردی با نیروهای یورها می‌پردازند که به جدایی دوباره آن‌دو منجر می‌شود. 2B در شهر غرق‌شده سقوط می‌کند و در مبارزه‌اش با دشمنان، می‌فهمد که خودش هم به ویروس دچار شده. با فهم این موضوع، او به کمک دستیارش خود را به گوشه‌ای می‌کشد تا ویروس را به دیگران منتقل نکند و دوباره با گروه زیادی از اندرویدهای مبتلا شده روبه‌رو می‌شود. در هنگامی که او تقریباً شکست خورده بود، A2 ناگهان پدیدار شده و با دیگر نیروهای یورها می‌جنگد. 2B سپس شمشیرش را به A2 می‌دهد و به او وصیت می‌کند تا از شمشیرش محافظت کند، چراکه این شمشیر حاوی تمام خاطرات اوست. در همان لحظه 9S هم سر می‌رسد و 2B بلافاصله قبل از مرگ، 9S را به نام غیررسمی‌اش، «ناینز» فرا می‌خواند.

## توسعه
پس از انتشار نیئا، کارگردان بازی، تارو یوکو و همچنین یوسکه سایتو، از اعضای استودیو اسکوئر انیکس، علاقه خود را برای ساخت ادامه این بازی ابراز کردند. زمانی که سایتو، با دستیار تولید بازی، یوکی یوکویاما در این مورد بحث کرد، یوکویاما بی‌علاقگی خود نسبت به ساخت نسخه دیگری از بازی را با توجه به فروش کم بازی نیئا بیان کرد. پس از واکنش مثبت طرفداران و بازیکنان به نیئا، اسکوئر انیکس و گروه توسعه، تمایل پیدا کردند تا سری نیئا را ادامه دهند، اما به شکلی بهتر و دارای روندی با جذابیت بیشتر. در نتیجه، آن‌ها با استودیو پلاتینیوم گیمز، که به دلیل توسعه بازی‌هایی چون بایونتا و متال گیر طلوع: انتقام دوباره مشهور بود، برای توسعه نسخه بعدی بازی تماس گرفتند. همکاری دو استودیو اسکوئر انیکس و پلاتینیوم گیمز به دو شرط صورت گرفت: اول آن‌که کارگردان بازی، تارو یوکو باشد و دیگر آن‌که وی شخصاً بر روند تولید نظارت داشته و به آن کمک کند. به همین دلیل، تارو یوکو به دلیل واقع بودن دفتر پلاتینیوم گیمز در اوساکا، از توکیو به این شهر سفر کرد. یوکو در ابتدای کار، نسبت به همکاری با پلاتینیوم گیمز برای ساخت نسخه بعدی نگران بود، اما متوجه شد که کارکنان این استودیو از زمان عرضه بازی نیئا مایل بوده‌اند تا روی ادامه آن کار کنند و در عین حال، فهمید که آنان علاقه دارند تا به نسخه اصلی وفادار بمانند و همین موضوع، نگرانی‌اش را برطرف کرد. طراح بازی، تاکاهیسا تائورا هم بیان داشت که قبل از پیش‌آمدن موضوع همکاری اسکوئر انیکس با پلاتینیوم گیمز، علاقه داشته تا نسخه دیگری در ادامه بازی نیئا بسازد. برنامه اولیه این بود که بازی برای تلفن‌های همراه یا پلی‌استیشن ویتا منتشر شود. تارو یوکو در این‌باره گفت که علاقه داشته تا این بازی مانند بازی شبیه‌ساز مدیریت مزرعه فارم‌ویل طراحی شود، اما تیم طراحی اندکی بعد تصمیم گرفتند تا بازی را برای پلی‌استیشن ۴ طراحی کنند. یوسکه سایتو و اِیجیرو نیشیمورا هم در طراحی بازی همکاری داشتند.
توسعه بازی در سال ۲۰۱۴ آغاز شد، و شامل شش ماه مراحل پیش از توسعه بود. تعداد زیادی از عوامل توسعه بازی نیئا هم در گروه توسعه نیئا: اتوماتا حضور داشتند. در طول مراحل ساخت، گروه توسعه به نظرات هردو گروه منتقدان و طرفداران دربارهٔ نیئا و همچنین نظرات خودشان دربارهٔ بازی توجه کردند. آنان فهمیدند که نکات مورد توجه، در مواردی مانند گرافیک، روند بازی و طراحی شخصیت بوده‌است. در حالی که روی بهتر شدن این موارد کار می‌کردند، به نکات مثبت بازی قبلی، مانند پیچیدگی داستان و موسیقی بازی هم توجه داشتند. بخش زیادی از مراحل توسعه توسط پلاتینیوم گیمز در دفاتر مستقر در توکیو و اوساکا انجام گرفت، اما کارکنان دیگری در شهرهایی مانند توکیو هم روی بازی مشغول به کار بودند. با توجه به این‌که تجربه‌های قبلی تائورا، همگی بازی‌های اکشن بودند، ساخت یک بازی نقش‌آفرینی اکشن مانند نیئا: اتوماتا برای وی نوعی چالش محسوب می‌شد. هنگامی که تائورا بر روی سیستم مبارزه بازی کار می‌کرد، یکی دیگر از طراحان بازی، ایسائو نگیشی مشغول ساخت عناصر نقش‌آفرینی بازی بود. در حین طراحی عناصر نقش‌آفرینی، کارمندان پلاتینیوم گیمز تا حدودی از ویچر ۳: شکار وحشیانه برای طراحی مراحل جانبی بازی الگو گرفتند.
برای طراحی سیستم مبارزات، گروه توسعه از سیستم مبارزات بازی نیئا استفاده کرد و در عین‌حال، ویژگی‌هایی از سیستم مبارزات دیگر عناوین پلاتینیوم گیمز هم به آن اضافه شد. ایده اصلی تائورا این بود که سیستم مبارزات نسبت به نسخه قبل بهبود پیدا کرده و به داستان بازی پیوند بخورد. پلاتینیوم گیمز در ساخت این سیستم، تمرکز زیادی روی ساخت ساز و کاری داشت که علاوه بر راضی‌کردن بازیکنان تازه‌وارد، برای بازیکنان ماهر هم جذاب باشد. این بازی همچنین اولین تجربه پلاتینیوم گیمز برای ساخت یک بازی جهان باز بود. عناوین قبلی این استودیو همگی دارای یک روند خطی براساس داستان بودند، اما نیئا: اتوماتا دارای محیط و جهان بزرگی است و یک عنوان جهان‌باز به حساب می‌آید. یکی از ویژگی‌های به خصوص بازی که توسط نگیشی مطرح شد، مراقبت کمتر دشمنان در جهان بازی، نسبت به دیگر عناوین مشابه بود، چون محیط وسیع و آزاد بازی به این ویژگی احتیاج داشت. این اقدام، فقط بخشی از تلاش اعضای پلاتینیوم گیمز برای برآورده کردن ایده‌های خلاقانه تارو یوکو بود: با قرار دادن دشمنان کمتر در محیط، آنان به بازیکنان فرصت «لذت بردن از زیبایی باقی‌مانده در جهان متروک بازی» را دادند. دیگر ویژگی‌های موردنیاز عبارت‌بودند از عناصر تیراندازی — که شبیه به عناوین بولت هل طراحی شد — و مبارزاتی که زاویه دوربین بازی در آن‌ها بین نمای بالا و کناری، تغییر می‌کرد.

### سناریو و طراحی هنری
نویسنده اصلی فیلم‌نامه بازی، شخص تارو یوکو بود. علاوه بر آن، دو نفر دیگر هم به عنوان نویسنده حضور داشتند: اولین نفر، هاها کیکوچی بود، که سابقاً روی سناریوی بازی‌های نیئا و دریکن‌گارد ۳ کار کرده بود، و نفر دوم، یوشیهو آکابانه، یکی از اعضای شرکت های‌استار. گروه توسعه، زمینه اصلی بازی را با الهام از «آگاکو» ، واژه‌ای ژاپنی به معنای مبارزه برای بیرون آمدن از یک موقعیت سخت، طراحی کردند. زمینه دیگری که سایتو به آن اشاره کرد، «عشق» بود، این اظهارات سایتو در آن زمان و به‌خاطر روبات بودن شخصیت‌های اصلی بازی، که معمولاً فاقد احساسات هستند، غیرمعمول به‌نظر می‌رسید. با توجه به اظهارات سایتو، زمان و زحمات زیادی برای ساخت داستان و رفتار شخصیت‌ها گذاشته شده، تا بتوانند با نسخه اصلی نیئا برابری کنند. در زمان ساخت داستان، تارو یوکو نسبت به قرار دادن دِوولا و پوپولا در بازی مردد بود، چون نقش آن‌ها در بازی نیئا به پایان رسیده بود، اما در نهایت تصمیم گرفت تا آن‌ها را در بازی قرار دهد. با توجه به سخنان تارو یوکو، با وجود این‌که سناریوی نیئا از لحاظ محتوای احساسی، غمگین و اشک‌آور بود، وی قصد داشت تا یک روایت خشک و جدی را در نسخه جدید پیاده کند، که مربوط به بی‌عدالتی ذاتی در جهان و تعصباتی است که شخصیت‌ها مجبور به مقابله با آن هستند. یکی از عناصر بازی که در عناوین قبلی تارو یوکو هم دیده شده بود، بررسی او روی این موضوع بود که چرا مردم آدم می‌کشند، و این‌که تأثیر کشت و کشتار روی دیگران چگونه است. این ناشی از مشاهداتش روی افرادی بود که از کشتن دشمنانی که در بازی‌ها با آن‌ها روبه‌رو می‌شدند لذت می‌بردند، که این ایده را به ذهنش رساند که احتمالاً چیزی در درون آن‌ها اشتباه است یا دچار کمبود هستند. او در این باره گفت که «ما در جهان صلح می‌خواهیم، اما همزمان از کشتن دیگران در بازی‌های ویدئویی لذت می‌بریم.»
مانند بازی نیئا، برای این بازی هم پایان‌های مختلفی طراحی شد، اما شرایط رسیدن به هر پایان، به اندازه بازی اصلی سخت‌گیرانه نبود.
بازی مجموعاً دارای ۲۶ پایان متفاوت است، که بعضی از آن‌ها، اصلی و برخی دیگر، پایان‌های فرعی هستند، و به تعداد حروف الفبای انگلیسی و به همان شکل، نام‌گذاری شده‌اند. تارو یوکو در نظر داشت تا بازی، به نحوی شاد به پایان برسد، که در زمان بررسی داستان توسط اعضای استودیو، این موضوع برای آنان عجیب به نظر می‌رسید. از دید تارو یوکو، پایان شاد بازی، پنجمین پایان آن (پایان E) است. با توجه به سخنان یوکو، در زمانی که وی در حال کار کردن روی دیگر جنبه‌های داستان بوده، این پایان هنوز به ذهن او نرسیده و از ابتدا، چنین پایانی را در نظر نداشته‌است. از نظر او، در طی فرایند طراحی شخصیت‌ها، وی به‌طور طبیعی به این ایده رسیده و در واقع، بیش‌از آن‌که او به‌طور اجباری این پایان را طراحی کرده باشد، خود فرایند توسعه شخصیت‌ها او را به سمت این موضوع راهنمایی کرده‌است. پایان نهایی، یک صحنه تیراندازی را به تصویر می‌کشد، که به فهرست توسعه‌دهندگان بازی ختم می‌شود، و در حین نشان‌دادن فهرست هم تیراندازی ادامه پیدا می‌کند، که نمادی از شخصیت‌هایی است که از یک قاعده شناخته‌شده و از قبل مشخص شده خارج می‌شوند، تا به آینده‌ای جدید، امید پیدا کنند. تارو یوکو گفت که این پایان، نشان‌دهنده تمرکز داستان بر آینده و عناصر نظام‌مند موجود در آن است. گروه توسعه بازی همچنین ویژگی حذف داده‌های ذخیره‌شده بازیکن را در بازی قرار دادند، که سابقاً در بازی نیئا موجود بود. این ویژگی، به بازیکنان اجازه می‌دهد تا در پایان بازی و برای کمک به دیگر بازیکنان، داده‌های خود را پاک کنند.
پس از دریافت بازخوردهای بازی نیئا، آکیهیکو یوشیدا به عنوان طراح شخصیت اصلی انتخاب شد. با وجود این‌که اعضای گروه توسعه بازی تصور می‌کردند وی به دلیل مشغله زیاد کاری، پیشنهاد همکاری با آنان را رد خواهد کرد، او نسبت به این کار علاقه‌مند بود، چون تعدادی از کارکنان شرکت خودش، سای‌دزیگنیشن از طرفداران بازی نیئا بودند. چون یوشیدا با کمی تأخیر به گروه پیوست، یوکو یک دستورالعمل کلی برای طراحی شخصیت‌ها را در اختیار وی قرار داد. بر خلاف بازی نیئا که در دو نسخه و با دو قهرمان اصلی متفاوت عرضه شد — یکی برای سلیقه‌های غربی — در این بازی، تمام نسخه‌ها دارای یک قهرمان یکسان است، و گروه توسعه تلاش کردند تا به‌جای انجام اصلاحاتی برای سلایق غربی، روی ساخت یک بازی نقش‌آفرینی ژاپنی با کیفیت تمرکز کنند. این ایده برای ساخت یک شخصیت یکسان، یکی دیگر از دلایلی بود که یوشیدا به عنوان طراح شخصیت اصلی استخدام شد. شخصیت‌های فرمانده، آدم و حوا نیز توسط یویا ناگای طراحی شدند. توشیئوکی ایتاهانا، طراح استودیو اسکوئر انیکس، باز طراحی شخصیت‌های دوولا و پوپولا را برعهده گرفت. تصویرسازی دشمنان توسط هیسایوشی کیجیما طراحی شد، و تصویرسازی محیط هم برعهده کوزوما کودا، یاسویوکا کاجی و شوهِی کامِئوکا بود. طراحی محیط با همکاری یوکو انجام گرفت و سعی شد تا محیط‌ها مانند مکان‌هایی که بازیکنان در دنیای واقعی می‌بینند طراحی شوند. یکی از چالش‌هایی که آن‌ها با آن مواجه شدند، این بود که شخصیت‌ها در عین حفظ ماهیت ماشینی خود، زنده به نظر برسند. پس از عرضه بازی، اعلام شد که برنامه‌هایی برای عرضه ادامه سری نیئا وجود دارد. یسوکه سایتو علاوه بر اعلام این خبر، گفت که تارو یوکو هم برای ساخت نسخه بعدی حضور خواهد داشت.
تارو یوکو پس از عرضه بازی و در مصاحبه‌ای با گاردین در ۲۳ اوت ۲۰۱۸، گفت که «من بازی‌هایی معمولی برای مردم معمولی می‌سازم، اما هنگامی که آن‌ها عرضه می‌شوند، مردم عجیب، این بازی‌ها را عجیب می‌دانند. این احتمالاً یعنی من مشکلی دارم» تارو همچنین گفت که بازی‌های قبلی او، در همین سبک بوده‌اند، اما موفقیت تجاری چندانی همراهشان نبوده، با وجود این‌که گروه توسعه و شخص تارو یوکو تلاش زیادی برای فروش بالا در عناوینی مانند نیئا کرده بودند. یوکو دربارهٔ نیئا: اتوماتا می‌گوید: «برای نیئا: اتوماتا، کسی به من نگفت تا گروه خاصی را برای فروش هدف قرار دهم. من فقط آنچه که می‌خواستم را ساختم، و تلاش کردم تا هرجا که ممکن است، از چشم اسکوئر انیکس پنهان شوم.» او همچنین در مورد شخصیت پردازی بازی‌هایش توضیح داد: «دلیل وجود این‌همه شخصیت رنج‌کشیده در بازی‌های من، این است که من می‌خواهم تا واقعیت را نشان دهم. این همان چیزی است که باعث می‌شود مردم بتوانند با درد و رنج شخصیت‌های بازی همدردی کنند. دلیل پرهرج و مرج بودن بازی‌های من، پرهرج و مرج بودن جهان است، نه من. هدف من، پایان‌های بد نیست، آن‌ها به‌طور طبیعی به‌وجود می‌آیند.» زمانی که از تارو یوکو در مورد دلیل ادامه دادن به ساخت بازی‌ها سؤال شد، او گفت: «چون برای زندگی، شما به پول نیاز دارید. هدف واقعی من، این است که نشان دهم کارگردانان می‌توانند چیزی بیشتر از یک بازی بسازند.»
تاکاهیسا تائورا در مصاحبه‌ای که در ۱ آوریل ۲۰۱۸ انجام داد، دربارهٔ آزادی عمل و تفکرات او و یوکو در هنگام توسعه بازی گفت که «اگر اسکوئر انیکس نزد من می‌آمد و می‌گفت 2B را در یک بازی به عنوان اندروید قرار دهم… خب، ممکن بود او را به شکل یک حشره کوچک در بیاورم. او یک اندروید است، پس می‌تواند در هر بدنی باشد. ما حتی پوشش صورتش را هم روی آن حشره قرار می‌دادیم. این کار جالبی است. نیئا، در بازی قبل، در نیئا: اتوماتا تبدیل به یک کامیون شد. اگر این ممکن است، پس 2B هم می‌تواند یک حشره باشد.»

### موسیقی
کئیچی اوکابه، آهنگسازی که سابقاً روی نیئا و دریکن‌گارد ۳ هم کار کرده بود، به همراه استودیو خودش، باند موناکا، آهنگساز اصلی بازی بود، و کِیگو هوآشی، کونیئوکی تاکاهاشی و شوتارو سئو، دیگر آهنگسازهای بازی بودند. آهنگ‌های بازی با حال و هوای موسیقی کلاسیک طراحی شد، و دارای عناصری از موسیقی نیئا بود، مانند انتقال حس ناراحتی و غم. یکی از تغییرات صورت گرفته در موسیقی بازی، عوض‌کردن برخی قسمت‌ها بود، چون نیئا: اتوماتا محیطی ماشینی‌تر و بی‌رحم‌تر از نیئا را به تصویر می‌کشید و بر روی سبزه‌زارها و روستاها تمرکز کرده بود. یک عامل دیگر که موجب تغییر موسیقی بازی نسبت به نیئا شد، محیط جهان باز بود، و اوکابه به‌جای ساخت یک آهنگ و تکرار آن، چندین موسیقی نرم، و چند موسیقی خشن ساخت، که بسته به محیط و موقعیت و شرایط بازیکن پخش می‌شدند. گروه توسعه موسیقی بازی در یک محیط کار صوتی دیجیتال و با استفاده از نرم‌افزار پرو تولز موسیقی‌ها را ویرایش و متعادل کردند. یکی دیگر از افراد برجسته‌ای که برای کار روی موسیقی بازی به‌کار گرفته شد، امی ایوانز بود، که قبلاً وظیفه ساخت آوازهای بازی نیئا را بر عهده داشت. دیگر آوازهای مردانه هم توسط شوتارو سئو ساخته شد. علاوه برآن، یک قطعه تکرار شونده هم برای بازی ساخته‌شد، که توسط ایوانز و خواننده‌ای جدید به نام جی‌نیک نیکول سروده شد. نیکول و نامی ناکاگاوا به همراه ایوانز، یک موسیقی کرال سه بخشی را برای بعضی از آهنگ‌ها ساختند. چندین آهنگ هم از نیئا به نیئا: اتوماتا منتقل شد.
طراح اصلی صداهای بازی، ماساتو شیندو بود، که با کارمندان پلاتینیوم گیمز دچار چالش شد، چون در بازی‌های قبلی پلاتینیوم گیمز، آواهای پروژه‌ها با تنظیمات منحصربه‌فرد و دستی کارکنان پلاتینیوم گیمز ساخته می‌شد، اما این کار به دلیل جهان‌بازبودن و مقیاس وسیع، در این بازی قابل انجام نبود. در عوض، شیندو با استفاده از یک سیستم مدیریت طنین صدا به صورت بی‌درنگ، یک «بخشی از آهنگ» واقع‌گرایانه را برای بازی طراحی کرد، که طنین صدا را با توجه به محیط تنظیم می‌کرد. پیاده‌سازی صداها توسط ماسامی اوئدا انجام شد، و برای او، بیشتر از تمام پروژه‌های قبلی‌اش کار برد تا آن را انجام دهد. تجربه‌های قبلی اوئدا و رابطه خوبش با اوکابه، از عواملی بودند که به پیاده‌سازی درست و روان صداها کمک کردند.
یک آلبوم رسمی از موسیقی متن اصلی بازی در ۲۸ مارس ۲۰۱۷ عرضه شد. آلبوم دیگری هم که با نام قطعات هک عرضه شد، شامل تغییراتی در آهنگ‌ها برای قسمت‌های هک بازی بود، و همراه با یک نسخه به‌خصوص از آلبوم اصلی عرضه شد. آلبوم دیگری با نام تنظیم‌ها و قطعات عرضه‌نشده نیئا: اتوماتا در ۲۰ دسامبر ۲۰۱۷ عرضه شد. آلبومی هم با نام مجموعه پیانو نیئا: اتوماتا در ۲۵ آوریل ۲۰۱۸ عرضه شد. در ۱۲ سپتامبر ۲۰۱۸، آلبوم دیگری با نام آلبوم تنظیم‌های ارکستری نیئا: اتوماتا عرضه شد.

## عرضه
در ژانویه ۲۰۱۴ و پس از عرضه دریکن‌گارد ۳، یوکو علاقه خود را نسبت به ساخت یک نسخه دیگر از سری دریکن‌گارد ابراز کرد، اما به‌طور مشخص نگفت که این ادامه مربوط به نیئا است. مدتی بعد و در همان سال، یوکو تأیید کرد که بر روی کار روی یک بازی جدید است، اما جزئیات دیگری را در این خصوص نگفت. نیئا: اتوماتا برای اولین بار در اجلاس خبری اسکوئر انیکس در سال ۲۰۱۵ و در ای۳ همان سال، و تحت عنوان موقتی پروژه جدید نیئا معرفی شد. عنوان اصلی بازی در آن زمان مخفی بود، زیرا باعث لو رفتن موضوع بازی می‌شد. همچنین، چون یوکو عنوان نیئا: اندروید را برای بازی در نظر داشت، نگرانی‌هایی به وجود آمده بود، چون انتخاب این نام می‌توانست مشکلات حقوقی را به دلیل همسان بودن با نام سیستم‌عامل اندروید به‌وجود بیاورد. ظاهراً در زمان معرفی، فقط ۱۰٪ از فرایند توسعه بازی انجام شده بود. عنوان رسمی بازی به همراه یک پیش‌پرده از گیم‌پلی و همچنین تاریخ عرضه آن، در نمایش هفته بازی‌های پاریس به‌طور رسمی اعلام شد. در ابتدا، زمان عرضه بازی ماه نوامبر سال ۲۰۱۶ اعلام شد، اما بعداً توسط اسکوئر انیکس به تأخیر افتاد، چون این استودیو نگران بود که به دلیل عرضه عناوین برجسته دیگر، نیئا: اتوماتا عملکرد تجاری خوبی از خود نشان ندهد، و پیش‌بینی شد که عرضه نیئا: اتوماتا در سه‌ماهه اول یا سوم سال، به این بازی فرصت خواهد داد تا به موفقیت تجاری بهتری دست یابد. البته بازی پس از عرضه به موفقیت خوبی دست یافت و توانست فراتر از انتظارات توسعه‌دهندگان عمل کند، و پس از یک‌سال، بیش از ۲٫۵ میلیون نسخه بفروشد. تأخیر در عرضه این بازی همچنین به توسعه‌دهندگان زمان بیشتری برای بهبود کیفیت و متعادل کردن گیم‌پلی داد.
بازی در ۲۳ فوریه ۲۰۱۷ در ژاپن عرضه شد. ویرایش جعبه سیاه آن در همان زمان عرضه شد. رمانی در این ویرایش وجود داشت که داستان نیئا را از زاویه دید دوولا و پوپولا روایت می‌کرد. این رمان توسط جان ایشیما و با همکاری یوکو نوشته شده‌است. نسخه پلی‌استیشن ۴ آن در ۷ مارس در آمریکای شمالی، و در ۱۰ مارس در اروپا، استرالیا و نیوزیلند عرضه شد. علاوه بر ویرایش استاندارد، ویرایش روز اول هم برای بازی منتشر شد که شامل چند پوسته و محتوای اضافه برای بازی بود.
بعدها یک نسخه کامل‌تر از این بازی با نام «نیئا: اتوماتا بازی یورها» در ۲۶ فوریه ۲۰۱۹ برای رایانه‌های شخصی و پلی‌استیشن ۴ عرضه شد که شامل بازی اصلی، محتوای قابل دانلود و تعدادی پوسته و محتوای اضافه، علاوه بر یک پوسته پویا برای پلی‌استیشن ۴ بود. این پوسته پویا شامل تصویری از 2B و 9S است و برخلاف پوسته قبلی—که ثابت بود—پویا و متحرک است. در نسخه فیزیکی این نسخه، سه نوع برچسب از نشان‌واره بازی، نشان‌واره یورها و تصویر سر امیل موجود است.
اسکوئر انیکس مراسمی را برای بزرگداشت دومین سالگرد عرضه نیئا: اتوماتا در ۲۰ فوریه ۲۰۱۹ برگزار کرد. تارو یوکو، یوسکه سایتو، کئیچی اوکابه و تاکاهیسا تائورا از اعضای گروه توسعه بازی در این مراسم حضور داشتند. در کنار این افراد، نائوکی یوشیدا، کارگردان و تهیه‌کننده فاینال فانتزی ۱۴ هم در این مراسم حضور داشت، و مهمانان ویژه‌ای هم در این مراسم حضور یافتند.

### رایانه شخصی
بازی از طریق یک عرضه دیجیتالی روی استیم برای مایکروسافت ویندوز معرفی و عرضه شد. یکی از دلایل تأخیر در عرضه نسخه رایانه‌شخصی، نگرانی اسکوئر انیکس و پلاتینیوم گیمز نسبت به دزدی و کرک شدن بازی بود. برای جلوگیری از کرک شدن بازی، از فناوری مدیریت حقوق دیجیتال دنوو استفاده شد. نسخه رایانه‌شخصی در تاریخ ۱۷ مارس ۲۰۱۷ عرضه شد. بازی بر روی رایانه‌های شخصی دارای دو مشکل اساسی بود، که موجب شد یک وصله غیررسمی از طرف هواداران برای بازی منتشر شود. اولین مشکل، وضوح صفحه نمایش بازی بود، که سبب می‌شد بازی روی نمایشگرها، مخصوصاً نمایشگرهای دارای وضوح ۱۰۸۰پی به‌خوبی نمایش‌داده نشود. مشکل دوم هم مربوط به مشکلات کلی در کارایی بازی بود که حتی روی سخت‌افزارهای قوی هم وجود داشت.
در نوامبر ۲۰۱۶، سایتو اظهار داشت که عرضه نسخه اکس‌باکس وان در دست بررسی است، و اعلام کرد که بازی از مدل بهبودیافته پلی‌استیشن ۴ پرو پشتیبانی خواهد کرد. سایتو بعدها تأیید کرد که نسخه اکس‌باکس وان با توجه به فروش پایین نسخه کنسولی بازی در کشور ژاپن توسعه نخواهد یافت، بنابراین تصمیم گرفته شده تا تنها بر روی یک کنسول تمرکز شود به طوری که به کیفیت بازی آسیب نرسد در ازای آنکه تلاش‌های خود را بر روی دو سکو تقسیم کنند. با این حال بازی در تاریخ ۲۶ ژوئن ۲۰۱۸، برای سیستم‌های خارج از ژاپن با عنوان نسخه تبدیل شدن به خدایان منتشر شد.
در هنگام عرضه اولیه، بازی همراه با یک قفل منطقه‌ای عرضه شد، که اکثراً کشورهای واقع در آسیا را هدف می‌گرفت. حساب رسمی ژاپنی بازی در توئیتر اعلام کرد که بازی در ماه آوریل در آن کشورها در دسترس خواهد بود.

### اضافات

#### محتوای قابل دانلود
در ۱۷ آوریل ۲۰۱۷، اولین محتوای قابل دانلود بازی با نام 3C3C1D119440927 معرفی و برای عرضه در ۲ مه در ژاپن برنامه‌ریزی شد. این بسته شامل لباس‌های جدید و سه محل تازه برای انجام مبارزات بود، و مدیران استودیو اسکوئر انیکس و پلاتینیوم گیمز، یوسوکه ماتسودا و کنیچی ساتو در این بسته به عنوان غول آخر حضور داشتند.

#### فیگور
در ژوئیه ۲۰۱۹، شرکت برینگ آرتز دو نوع فیگور مربوط به نیئا: اتوماتا را عرضه کرد. یکی از فیگورها 2P نام داشت و فیگور 2B با یک لباس سفید بود. فیگور دیگر، نسخه دوم فیگور گنجانده شده در ویرایش جعبه سیاه بازی بود، که نسبت به نسخه قبلی خود ارتقا یافته و کیفیتش افزایش یافته بود. هر دو مدل، ویژگی‌های یکسانی داشته و با تعدادی لوازم جانبی (مثل نیزه، شمشیر کوتاه و بلند، نقاب، دستیار، حلقه‌های زردرنگ و یک جعبه سیاه) همراه می‌شوند. طول این فیگورها ۲٫۱۵، عرض آن‌ها ۱٫۹۹ و ارتفاعشان ۵٫۵۹ اینچ است. هر فیگور می‌تواند به ژست‌های متفاوتی درآید و ثابت نیست. چهار اسلحه پیمان مقدس، معاهده مقدس، غرور بی‌رحم و ضجه بی‌رحم در این فیگورها گنجانده شده‌اند.
در کنار این دو فیگور، یک مجموعه اسلحه‌های تجارتی هم برای بازی عرضه شده‌است. این اسلحه‌ها شامل تبر ماشینی، تیغ نوع ۴۰، خداوندگار دیو، نیزه نوع ۳، تیغ مشکل یورها، ایمان، لوله آهنین، ارباب باستانی و خنجر ققنوس به همراه پایه‌ای برای هر کدام می‌شوند.

### ویرایش‌ها
بازی در چهار ویرایش استاندارد (انتشار در ۲۳ فوریه ۲۰۱۷)، روز اول (انتشار در ۲۳ فوریه ۲۰۱۷)، تبدیل شدن به خدایان (انتشار در ۲۶ ژوئن ۲۰۱۸)، بازی یورها (انتشار در ۲۶ فوریه ۲۰۱۹) و جعبه سیاه (انتشار در ۲۳ فوریه ۲۰۱۷) عرضه شد.
| ویژگی‌ها                            | ویرایش استاندارد | ویرایش روز اول                            | ویرایش تبدیل شدن به خدایان | ویرایش بازی یورها        | ویرایش جعبه سیاه                 |
| ---------------------------------- | ---------------- | ----------------------------------------- | -------------------------- | ------------------------ | -------------------------------- |
| دیسک بازی                          | آری              | آری                                       | آری                        | آری                      | آری                              |
| محتوای قابل دانلود 3C3C1D119440927 | نه               | نه                                        | آری                        | آری                      | نه                               |
| بسته‌بندی اختصاصی                   | نه               | نه                                        | نه                         | نه                       | آری (بسته‌بندی اختصاصی گردآورنده) |
| محفظه فولادی                       | نه               | نه                                        | نه                         | نه                       | آری                              |
| کتابچه ۶۴ صفحه‌ای مصور              | نه               | نه                                        | نه                         | نه                       | آری                              |
| موسیقی متن اصلی                    | نه               | نه                                        | نه                         | نه                       | آری                              |
| ۱۳ اجرای زنده و مصاحبه با سازندگان | نه               | نه                                        | نه                         | نه                       | آری                              |
| تی‌شرت با تصویر امیل                | نه               | آری (فقط در برخی خرده‌فروشی‌ها مثل آمازون ) | نه                         | نه                       | نه                               |
| رمان «خاطرات پروژه گشتالت»         | نه               | نه                                        | نه                         | نه                       | آری                              |
| پوسته قرمز قدیمی برای دستیار       | نه               | آری                                       | آری                        | آری                      | آری                              |
| پوسته خاکستری قدیمی برای دستیار    | نه               | آری                                       | آری                        | آری                      | آری                              |
| پوسته مقوایی برای دستیار           | نه               | آری                                       | آری                        | آری                      | آری                              |
| پوسته سیستم بازی برای دستیار       | نه               | آری                                       | آری                        | آری                      | آری                              |
| پوسته سر آمازراشی برای دستیار      | نه               | نه                                        | نه                         | آری                      | نه                               |
| پوسته گریمویر ویس برای دستیار      | نه               | آری                                       | آری                        | آری                      | آری                              |
| ماسک ماشینی برای 2B                | نه               | آری                                       | آری                        | آری                      | آری                              |
| ماکت 2B در اندازه ۱۴ سانتی‌متر      | نه               | نه                                        | نه                         | نه                       | آری                              |
| کد دریافت محتوا برای بازی          | نه               | نه                                        | نه                         | نه                       | آری                              |
| تصاویر پروفایل از شخصیت‌های بازی    | نه               | نه                                        | نه                         | آری                      | نه                               |
| پوسته پویا برای پلی‌استیشن ۴        | نه               | نه                                        | نه                         | آری                      | نه                               |
| برچسب نشان‌واره بازی و امیل         | نه               | نه                                        | نه                         | آری (فقط در نسخه فیزیکی) | نه                               |

### رمان‌ها
نیئا: اتوماتا: به‌طور خلاصه در ۹ اکتبر ۲۰۱۸ و در ۲۵۶ صفحه منتشر شد. نویسندگان این داستان، جان ایشیما و تارو یوکو هستند و اصل داستان را تارو یوکو نوشته‌است. این رمان، در واقع نسخه‌ای مکتوب از داستان نمایش داده شده در بازی، همراه با جزئیات و شرح مأموریت‌های جانبی است. موضوع کلی به‌طور خلاصه با خود بازی یکی است: این رمان ابتدا روی 2B تمرکز می‌کند و پس از شکست آدم و حوا، تمام جریانات را از ابتدا و از نگاه 9S روایت می‌کند. زاویه‌دید این داستان در بیشتر بخش‌های آن سوم شخص است، مخصوصاً در زمان روایت قصه 2B و 9S. در این کتاب همچنین مطالب اضافه‌ای در خصوص داستان بازی نوشته شده که اطلاعات بیشتری در مورد شخصیت‌ها و داستان کلی بازی به خواننده می‌دهد. در ادامه، رمان روی آدم و حوا تمرکز می‌کند و بیشتر به آن‌ها می‌پردازد. برخلاف داستان 2B و 9S، قصه این دو شخصیت از زاویه اول شخص نوشته شده، که به گفته وبگاه ورج سبب «ارائه اطلاعات بسیار بیشتری دربارهٔ نگرش آن‌ها نسبت به جهان و خودشان نسبت به درون بازی می‌شود، مخصوصاً برای شخصیت‌های مرموزی مانند آدم و حوا.» نویسنده ورج در خصوص این رمان نوشت: «با وجود سوم شخص بودن زاویه داستان مخصوصاً در زمان روایت قصه 2B و 9S»، خواننده همچنان می‌تواند «احساسات و انگیزه‌هایشان را به‌طوری که درون بازی قابل حس نیست» حس کند.
کتاب دیگری به نام نیئا: اتوماتا: به تفصیل هم در مورد این بازی نوشته شده‌است. این کتاب شامل رمان کلاسیک شعله پرومته، داستان کوتاه «یک دریای خیلی زیاد ساکت» و داستان اصلی امیل و A2 و مطالب دیگر و اضافه‌تری است.

## بازتاب‌ها
| گردآورنده  | امتیاز                                       |
| ---------- | -------------------------------------------- |
| گیم‌رنکینگز | ۸۸٫۸۴٪                                       |
| متاکریتیک  | ۸۸/۱۰۰ (پی‌اس۴) ۸۴/۱۰۰ (پی‌سی) ۹۰/۱۰۰ (اکس‌وان) |

| ناشر                    | امتیاز    |
| ----------------------- | --------- |
| الکترونیک گیمینگ مانثلی | ۸٫۵/۱۰    |
| فامیتسو                 | ۳۹/۴۰     |
| گیم اینفورمر            | ۷٫۷۵/۱۰   |
| گیم رولیشن              | 4/5 ستاره |
| گیم‌اسپات                | ۹/۱۰      |
| گیمز ریدار+             | [ ۱۱۹ ]   |
| آی‌جی‌ان                  | ۸٫۹/۱۰    |

با توجه به وبگاه متاکریتیک، نیئا: اتوماتا به‌طور کلی، نقدهای مطلوبی را دریافت کرده‌است. داستان بازی توسط منتقدان تحسین شد، و میگل کانسپشن، منتقد گیم‌اسپات، آن را با توجه به روایت غیرمتعارف و جهت‌گیری تارو یوکو دربارهٔ آن «جذاب» دانست. از دیگر نقاط مثبت بازی که وی به آن‌ها اشاره کرد، مبارزات درگیرکننده و عمیق، و گیم‌پلی لذت بخشی که از نبردهای سبک هک اند اسلش جلوتر بود، بودند. انتقاد او هم از مأموریت‌های جانبی بازی بود، که آن‌ها را «خسته کننده» دانست. جانین هاوکینز از پولیگان گفت: با وجود استفاده از پایان‌های متعدد، بازی جنبه‌های داستان و گیم‌پلی را حتی در زمان بازنگری بخش‌هایی از بازی قبلی، به‌خوبی تغییر داده‌است. او همچنین گفت: بازی «تلاش زیادی برای حفظ جنبش و حرکت بازیکنان، و ارائه دلیلی برای ادامه دادن کرده‌است، و با این کار به دنبال دستیابی به پایان‌های «واقعی» بازی است که برای من رضایت‌بخشی بیشتری دارد.» آدام کوک از وبگاه ویدئوگیمر شخصیت‌ها، و خصوصاً رابطه بین 2B و 9S را به‌دلیل تفاوت‌های اولیه میان آن‌ها و تعاملاتشان، تحسین کرد. کوک همچنین به سیستم مبارزات و خلاقیت بالا به عنوان دیگر نقاط قوت بازی اشاره کرد، امّا گفت که «فریم ریت بازی می‌توانست بهتر باشد».
سیستم مبارزات بازخورد مثبتی دریافت کرد، و منتقدان معتقد بودند این سیستم به دلیل همکاری با پلاتینیوم گیمز، دارای پیشرفت‌هایی نسبت به بازی‌های قبلی تارو یوکو بوده. کریس کارتر از دستراکتید تنوع راه‌های مبارزه، حرکات و مبارزات با غول‌های آخر را تحسین کرد و گفت که «قدرت پلاتینیوم گیمز در این است که می‌داند چگونه تقریباً هر نوع مبارزه را طراحی کند.» سم پرل از گیمز ریدار هم مبارزات را «نرم و هیجان‌انگیز» توصیف کرد، و همچنین به نقش تراشه‌ها در تغییر دادن قدرت و ضعف‌های بازیکنان در موقعیت‌های مختلف نبرد اشاره کرد. جیمز کوزانیتیس از گیم رولیشن مبارزات را خلاقانه دانست، و روی تغییرات مداوم میان سبک‌های گیم‌پلی در سراسر بازی تأکید کرد. با این وجود، کوزانیتیس نسبت به سیستم تعیین درجه سختی بازی انتقاد داشت، و درجه سخت را بسیار ساده، اما درجه معمولی را بسیار سخت می‌دانست.
مولی ال پاترسون از الکترونیک گیمینگ مانثلی موسیقی متن ساخته‌شده توسط کئیچی اوکابه را به دلیل تنوع و تقویت کردن تمام بخش‌های بازی تحسین کرد. مایک فاهی از کوتاکو هم گفت که بازی موفق شده تا «کاملاً ترکیب عجیب تارو از درام و هوس را به یک مجموعه خیره‌کننده از موسیقی‌هایی تبدیل کند که به‌خوبی با اتفاقات و مکان‌ها جفت می‌شدند.» مگان سولیوان از آی‌جی‌ان موسیقی متن را «خیره کننده» دانست، و نسبت به دنیای بازی به دلیل طراحی و تنوع آن هم نظر مثبتی داشت. جو جوبا از گیم اینفورمر نظر مثبتی نسبت به جهان‌بازی و طراحی شخصیت‌ها داشت، اما وی برعکس مگان سولیوان، کیفیت گرافیکی محیط را یک چشم‌انداز عادی و معمولی دانست. جفری ماتولف از یوروگیمر هم بعضی قسمت‌های جهان بازی را ساخته شده از بافت‌های به‌دردنخور و چشم‌اندازهای نه چندان جذاب، و موسیقی متن را «حیرت‌آور» دانست. اندی کلی، منتقد پی‌سی گیمر، نسبت به خود بازی نظر مثبتی داشت، اما به دلیل قفل بودن فریم ریت بازی روی ۳۰ فریم بر ثانیه، مشکلات دیداری و خارج شدن از ناگهانی از بازی، نسبت به نسخه رایانه‌های شخصی بازی عرضه انتقاد داشت.
فامیتسو در ژاپن، بازی را به‌شدت تحسین کرد، و چندین منتقد به لحن غمگین داستان اشاره کردند. فامیتسو محیط‌ها را «متروک اما زیبا» دانست، و به‌طور کلی، نسبت‌به موسیقی و گیم‌پلی نظر مثبتی داشت. فامیتسو همچنین ویژگی جاخالی دادن و ویژگی‌های دستیار پرنده را تحسین کرد. در کنار آن، یکی از منتقدان فرایند شخصی‌سازی را «خسته‌کننده»، و منتقد دیگری هم فرایند بارگیری را بیش از حد طولانی دانست.

### نیئا: اتوماتا ویرایش بازی یورها
با توجه به وبگاه متاکریتیک، واکنش‌ها به این نسخه عموماً مثبت بوده و نمره کلی آن هم ۸۹ شده‌است. واکنش‌ها به نسخه بزرگداشت دو سالگی بازی متفاوت بود. در حالی که بعضی منتقدان آن را «بهتر از همیشه»، «از بهترین بازی‌ها» و «فرمول برنده شدن» دانستند، برخی هم معتقد به نبود تغییرات چشم‌گیر در این نسخه بودند. بیشتر انتقادات به نسخه رایانه شخصی بازی وارد بود، چرا که این نسخه فاقد هرگونه وصله برای برطرف کردن اشکالات نسخه ابتدایی بازی بود و همین موجب شد تا بازیکنان باز هم با مشکلات فنی مواجه شوند. واکنش‌ها به نسخه پلی‌استیشن ۴ بازی مثبت بودند و نظر منتقدان بر این بود که با وجود گذشت دو سال از عرضه بازی، این عنوان همچنان زیبا، عجیب و منحصربه‌فرد به نظر می‌رسد. تایلر تریزی از گیم رولیشن به بازی نمره ۹۰ داد. او بابت این‌که نسخه جدید فقط «تلفیقی» از بسته‌های سابقاً عرضه شده بود، کمی ناامید شده بود اما آن را مخصوصاً برای کسانی که نسخه اول را بازی نکرده بودند، بسیار مناسب و سازگار دانست.

### فروش
نیئا: اتوماتا در هفته اول عرضه در ژاپن، ۱۹۸۵۴۲ نسخه فروخت و در صدر جدول فروش هفتگی بازی‌ها قرار گرفت، و فروشی بسیار بهتر از بازی نیئا در سال ۲۰۱۰ را تجربه کرد. در ۳۰ آوریل ۲۰۱۷، گزارش داد شد که بازی ۳۱۳۲۵۲ نسخه فیزیکی را در ژاپن فروخته و در ۲۱ آوریل ۲۰۱۷، اسکوئر انیکس اعلام کرد که نسخه پلی‌استیشن ۴ بازی در مناطق آسیا و ژاپن بیش از ۵۰۰۰۰۰ نسخه فیزیکی و دیجیتالی فروخته‌است. بر اساس گزارش‌ها، در مقیاس جهانی، بازی تا انتهای ماه مه ۲۰۱۷ بیش از ۱۵۰۰۰۰۰ نسخه فروخته بود، که شامل نسخه‌های دیجیتالی و فیزیکی بر روی هر دو سکوی رایانه‌های شخصی و پلی‌استیشن ۴ می‌شد. در سپتامبر ۲۰۱۷، بازی بیش از دو میلیون نسخه روی هر دو سکو فروخته بود. در مارس ۲۰۱۸، بازی بیش از ۲۵۰۰۰۰۰ نسخه در تمام جهان فروخته بود. عملکرد اقتصادی نیئا: اتوماتا از حد انتظارات اسکوئر انیکس فراتر رفت و باعث شد تا این شرکت، این عنوان را دارای «پتانسیل بسیار زیاد برای توسعه نسخه‌های آینده سری» بداند. در نوامبر ۲۰۱۸، از این بازی بیش از ۳/۵ میلیون نسخه در سراسر جهان عرضه شده بود. تا ژوئن ۲۰۱۹، مجموع عرضه جهانی نیئا: اتوماتا از ۴ میلیون نسخه فراتر رفته بود. تا مارس ۲۰۲۰ نیز ۵۰۰٫۰۰۰ نسخهٔ دیگر به فروش رفت و تا نوامبر ۲۰۲۲، بیش از هفت میلیون نسخه از تمام ورژن‌های نیئا: اتوماتا به سراسر جهان ارسال شده بود.

### جوایز
نیئا: اتوماتا برای جایزه «بهترین روایت داستان» و «بهترین بازی پلی‌استیشن سال» در سی و پنجمین دوره جوایز سالانه اهرمک طلایی نامزد شد. در مراسم جوایز بازی ۲۰۱۷ بازی جایزه «بهترین موسیقی» را برد و برای جایزه «بهترین روایت» و «بهترین بازی نقش‌آفرینی» نامزد شد. در جوایز سال ۲۰۱۷ آی‌جی‌ان، بازی برای جوایز «بهترین بازی سال»، «بهترین بازی پلی‌استیشن ۴»، «بهترین بازی نقش آفرینی»، «بهترین داستان» و «بهترین موسیقی» نامزد شد، که در «بهترین موسیقی» رتبه دوم را به دست آورد. این بازی همچنین جایزه «بهترین بازی پلی‌استیشن ۴» را از جوایز بهترین بازی سال دستراکتید دریافت کرد. بازی همچنین جایزه «بهترین فروشنده» را برای شخصیت امیل دریافت کرد، و جایزه «بهترین موسیقی»، «بهترین لحظات یا نتیجه» (برای پایان E) و «بهترین داستان» را دریافت کرد. به‌علاوه، بازی رتبه دوم جایزه «بهترین شخصیت تازه» را برای شخصیت پاسکال و جایزه «بهترین بازی سال» را از وبگاه جاینت بامب در مراسم بهترین بازی سال ۲۰۱۷ این وبگاه دریافت کرد. پی‌سی گیمر جایزه «بهترین بازی اکشن» را به بازی داد، و بازی برای جوایز «بهترین داستان» و «بهترین مود»، برای مود درست کردن وضوح تصویر اتوماتا، «بازی فراگیر سال» و «بهترین بازی سال» نامزد شد.
در میان فهرست ده بازی برتر سال ۲۰۱۷ به انتخاب مجله وایرد، نیئا: اتوماتا رتبه اول را کسب کرد. پولیگان در میان ۵۰ بازی برتر سال ۲۰۱۷، رتبه چهارم را به بازی داد، و گیمز ریدار در میان ۲۵ بازی برتر ۲۰۱۷، رتبه پانزدهم را به بازی اختصاص داد. گیم‌اسپات رتبه دهم را به بازی داد، و یوروگیمر در لیست ۵۰ تایی برترین بازی‌های ۲۰۱۷، به بازی رتبه ۳۶ داد. الکترونیک گیمینگ مانثلی هم رتبه دهم را در لیست ۲۵ تایی برترین بازی‌های ۲۰۱۷ به نیئا: اتوماتا اختصاص داد. این بازی جوایز «بهترین شخصیت فرعی»(9S) و «بهترین موسیقی متن» را در جوایز بازی‌های نقش‌آفرینی ۲۰۱۷ گیم اینفورمر به دست آورد، و در جوایز به انتخاب کاربران در سال ۲۰۱۷، رتبه سوم را در جوایز «بهترین بازی سونی» و «بهترین بازی نقش‌آفرینی» به دست آورد. بازی همچنین برای دریافت جایزه سیب بزرگ برای بهترین بازی سال و جایزه هرمان ملویل برای بهترین نویسندگی در مراسم جوایز بازی‌های نیویورک ۲۰۱۸ نامزد شد. نیئا: اتوماتا همچنین برای دریافت جوایز «بهترین صدا» و «بهترین طراحی» و «بازی سال» در هجدهمین مراسم جوایز انتخاب توسعه‌دهندگان بازی نامزد شد، و در همان مراسم برنده «جایزه مخاطبان» شد. این بازی همچنین جایزه «بهترین بازی نقش‌آفرینی سال» را در بیست‌ویکمین مراسم سالانه جوایز D.I.C.E برنده شد. به‌علاوه، بازی جایزه «بهترین موسیقی» و «بهترین دستاورد فنی» را در مراسم جوایز سال ۲۰۱۸ SXSW برنده شد، و برای جوایز «بهترین دستاورد دیداری»، «بهترین هنر»، «بهترین طراحی» و «بهترین بازی ویدئویی سال» در همان جایزه نامزد شد. در هفدهمین جایزه سالانه انجمن ملی منتقدان تجارت بازی‌های ویدئویی، این بازی برای جوایز «طراحی شخصیت»، «طراحی بازی فرنچایز»، «بازی سال» و «نوشتن یک درام» نامزد شد، و برنده جوایز «جهت دوربین در یک موتور بازی» و «امتیاز دراماتیک در فرنچایز» شد. نیئا: اتوماتا همچنین برای «طراحی بازی» و «نوآوری در بازی» در چهاردهمین دوره جوایز بفتا نامزد شد. این عنوان در جوایز سال ۲۰۱۸ استیم رتبه دوم جایزهٔ کاربران برای بیشترین لذت تجربه‌شده با یک ماشین را به‌دست‌آورد.

## در رسانه‌های دیگر
شخصیت 2B در دسامبر ۲۰۱۸ به عنوان یکی‌از شخصیت‌های قابل بازی در عنوان سول‌کالیبر ۶ معرفی شد. همراه با معرفی خود شخصیت، مواردی مانند لباس‌ها و پوسته‌ها، اسلحه‌ها و یک مکان مبارزه‌ای هم به این بازی اضافه شدند. مایک فاهی حضور 2B در این بازی را تحسین و مکان‌های مبارزه جدید را هم بسیار خوب توصیف کرد. او حتی 2B را برای این بازی «بیش از حد خوب» دانست.
در ۲۲ ژانویه ۲۰۱۹، 2B در یک مود بازی مانستر هانتر: ورلد و در نسخه رایانه شخصی آن، در حال مبارزه با یکی از غول‌های این بازی نشان داده شد. در بسته الحاقی آورندگان‌سایه مربوط به بازی فاینال فانتزی ۱۴ که در ۲ ژوئیه ۲۰۱۹ منتشر شد، رویدادی متناظر با نیئا: اتوماتا برگزار می‌شود. این رویداد در بازی با عنوان یورها: آخرالزمان تاریک وجود داشته و دنیای نیئا: اتوماتا را به تصویر می‌کشد. تارو یوکو و یوسکه سایتو هم در پیامی به ویژگی‌های این بسته الحاقی اشاره کردند، از جمله امکان حضور همزمان ۲۴ بازیکن و ایجاد اتحاد بین آن‌ها. از دیگر ویژگی‌ها، نه زیرزمین و سیاهچال تازه، مجموعه‌ای جدید از حملات و تغییرات نبردها است. به گفته آکیهیکو یوشیدا، سیستم جدید نبرد بازی تعدادی از قابلیت‌های شخصیت‌ها را تغییر داده یا ادغام می‌کند.
در جریان مراسم پنجمین سالگرد بازی، یک مجموعه تلویزیونی انیمه از این اثر معرفی شد. این مجموعه تحت نام نیئا: اتوماتا نسخه۱.۱ای به تهیه کنندگی اسکوئر انیکس و انیپلکس و توسط استودیو ای-۱ پیکچرز تولید شده‌است که از ۷ ژانویه ۲۰۲۳ شروع به پخش کرد.